# Poliszacharid
A poliszacharidok olyan természetes polimerek, amelyekben nagyszámú monoszacharid egység kapcsolódik egymáshoz glikozidos kötéssel. A kifejezést gyakran csak azokra a szénhidrátokra használják, amelyek legalább tíz monomerből állnak. A poliszacharidok általában több száz, vagy több ezer monoszacharid molekulából épülnek fel. A molekulák vízkilépéssel (kondenzáció) kapcsolódnak össze, hidrolízissel pedig monoszacharidokra bonthatók. A két legfontosabb poliszacharid a keményítő és a cellulóz, melyek szőlőcukor-molekulák sokaságából épülnek fel. Az egyes poliszacharidok közötti különbséget a monomerek száma, típusa, összekapcsolódási módja, valamint a molekula elágazásainak jellemzői adják. Azokat a poliszacharidokat, amelyeket egyfajta monoszacharid egység épít fel, homopoliszacharidoknak nevezik, míg a többféle monoszacharidból felépülőket heteropoliszacharidoknak.
A poliszacharidok általában nem oldódnak vízben, nem redukáló hatásúak, nem édes ízűek, és sok tulajdonságuk nem cukorszerű. Növények, állatok és baktériumok sejtjeiben találhatók meg.
Az élő szervezetben betöltött funkciójuk szerint csoportosítják:
- Vázanyagok (cellulóz, xilán, mannán, pektin, kitin)
- Tartalék tápanyagok (keményítő, glikogén)

## Néhány fontosabb poliszacharid és poliszacharid-származék
- Keményítő: Tartalék tápanyagként használt poliszacharid, csírázáskor a növény első tápanyagforrása. Sok keményítőt tartalmaz pl. a búza, a kukorica és a vizes burgonya. A gyógyszeripar tablettákban, kötőanyagként, a textilipar keményítőszerként használja, alkoholt is gyártanak belőle.
- Cellulóz: A magasabbrendű növények sejtfalának nagy részét alkotja, de előfordul alacsonyabbrendű növényekben is. A legnagyobb mennyiségben előforduló szerves anyag a Földön.
- Glikogén: Rövidtávú energiaraktározásra használt poliszacharid, mely az állati sejtekben fordul elő. Főleg a máj és az izmok raktározzák, de az agy, a méh és a hüvely szintén képes szintetizálni.
- Xilán: A fában lévő cellulózt kísérő egyéb poliszacharid, az úgynevezett hemicellulóz fő komponense. Xilóz molekulákból épül fel pl. a kukorica szára.
- Mannán: A fás részekben, növényi magvakban található. Mannóz molekulákból épül fel.
- Pektin: Gélesedésre hajlamos, konzervipari gyümölcszselékhez használják.
- Kitin: Rákok, rovarok kemény vázanyaga, szerkezete hasonló a cellulózhoz.
- Inulin: polifruktóz. Számos növényben megtalálható, legnagyobb mennyiségben a csicsókában. Édesítésre is használják.